# Петровка (Новоурсаевский сельсовет)
Петро́вка (баш. Петровка) — село в Бакалинском районе Республики Башкортостан Российской Федерации. Входит в состав Новоурсаевского сельсовета.

## География

### Географическое положение
Расстояние до:
- районного центра (Бакалы): 35 км,
- центра сельсовета (Новоурсаево): 5 км,
- ближайшей ж/д станции (Туймазы): 80 км.

## История
Название восходит к имени святого Петра .
С 2005 современный статус.
Статус деревня, сельского населённого пункта, посёлок получил согласно Закону Республики Башкортостан от 20 июля 2005 года N 211-з «О внесении изменений в административно-территориальное устройство Республики Башкортостан в связи с образованием, объединением, упразднением и изменением статуса населенных пунктов, переносом административных центров», ст.1

6. Изменить статус следующих населенных пунктов, установив тип поселения — деревня…

7) в Бакалинском районе: 

щ) поселка Петровка Новоурсаевского сельсовета

## Население
| 2002 | 2009 | 2010 |
| ---- | ---- | ---- |
| 16   | ↘11  | →11  |

Национальный состав
Согласно переписи 2002 года, преобладающая национальность — русские (94 %).